# 香港牙醫管理委員會
香港牙醫管理委員會（英語：The Dental Council of Hong Kong, DCHK），簡稱牙管會，是根據香港法例第156章《牙醫註冊條例》成立的法定機構，就在香港執業的牙醫專業進行註冊及規管。牙管會負責牙醫註冊事宜，舉辦許可試，以及維持牙醫業的道德、標準及紀律。現任主席是李健民牙科醫生。 

## 人员組成
根據《牙醫註冊條例》第4條，牙醫管理委員會現由以下人士組成，悉數由行政長官委任：
- 1名註冊主任（衞生署主管牙科服務部的牙科顧問醫生）；
- 1名衞生署牙科服務部的牙科顧問醫生；
- 1名註冊牙醫，須為香港大學牙醫學院的全職敎員，由香港大學提名；
- 1名註冊牙醫，由菲臘牙科醫院管理局提名；
- 1名註冊專科牙醫，由香港醫學專科學院院務委員會提名；
- 2名註冊牙醫，由香港牙醫學會理事會提名；
- 1名符合條例第4(3)條指明的條件的註冊牙醫，由香港牙醫學會理事會提名；
- 3名姓名列載於執業名單的獲正式註冊的人，從一份有不少於9名人士名單中委任，該人士均屬在按照《牙醫選舉規例》舉行的選舉中當選者；
- 4名註冊牙醫；
- 2名註冊醫生；
- 2名業外人士，從一份有不少於6名業外人士名單中委任，該人士均屬在按照《組織代表選舉規例》舉行的選舉中當選者；及
- 5名業外人士。

## 許可試
香港牙醫管理委員會許可試一年舉辦兩次，供持有非本地牙醫资格而希望於香港執業的人士应考。許可試分为三个部分，分别为筆試、實務考試和臨床考試。考生须通过筆試，才可以报考之后的两个部分。許可試各部分考试费用现为港币10,650元。
考生须通过每个部分的所有科目，方可视为在该部分取得合格成績。虽然如此，考生於各部分任何科目取得的合格成績，可將個別合格項目局部保留。考生可保留各部分的局部合格成績4年或於取得合格成績後的4次考試中重考其他科目，兩者以較早發生者為準。然而，如任何人士如曾參加許可試任何一部分5次，而每次成績均不合格，牙醫管理委員會可禁止他再次參加許可試。
2025年及以后，考生通过許可試后，须进行為期12個月的評核期，在香港公營醫療機構實習。考生通过評核期后，可获得经验证明书而取得正式牙医注册，牙醫管理委員會有权因应不同情况缩短、延长或终止该考生的評核期。在此之前，考生通过許可試即可取得正式牙医注册。